# Simon Russell Beale

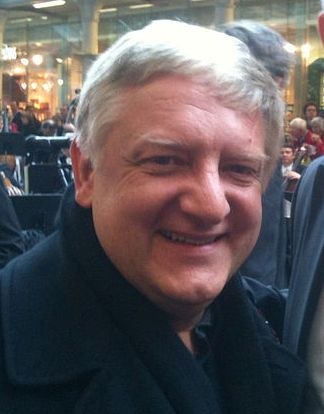
Simon Russell Beale (2011)

Sir Simon Russell Beale, CBE (* 12. Januar 1961 in Penang, Malaysia) ist ein britischer Schauspieler.

## Leben
Simon Russell Beale ist Sohn von Sir Peter Beale KBE aus dessen Ehe mit Julia, Lady Beale (geborene Winter). Sein Vater war Militärarzt der britischen Armee im Rang eines Lieutenant-General, seine Mutter war ebenfalls Ärztin. Nach seiner Schulzeit an der St Paul’s School in London begann Beale eine Ausbildung zum Sänger an der Guildhall School of Music and Drama, wechselte jedoch nach kurzer Zeit zur Schauspielerei und machte im Jahr 1983 seinen Abschluss.
In London trat Beale als Schauspieler seit 1988 in verschiedenen Theaterproduktionen in West-End-Theatern auf. Durch viele wichtige Bühnenrollen – insbesondere aus den Werken Shakespeares – erarbeitete er sich den Ruf, einer der besten britischen Schauspieler seiner Generation zu sein. 2005 spielte Beale die Rolle des King Arthur im Musical Monty Python’s Spamalot von Neil Innes und John Du Prez.
Neben seiner Bühnenkarriere ist Beale seit Ende der 1980er-Jahre im Fernsehen als Schauspieler tätig, so etwa 1995 als Charles Musgrove in Jane Austens Verführung und 2012 als Falstaff in dem BBC-Shakespeare-Zweitteiler Henry IV, Part I and Part II an der Seite von Jeremy Irons. Im Kino war Beale erstmals 1992 in einer Nebenrolle im Historiendrama Orlando von Sally Potter zu sehen. Weitere Kinoauftritte hatte er als verlassener Ehemann von Rachel Weisz in dem Liebesdrama The Deep Blue Sea (2011) von Terence Davies, als Vater des von James Corden gespielten Bäckers in Into the Woods (2014) und als Lawrenti Beria in Armando Iannuccis Politiksatire The Death of Stalin (2017).
2003 wurde Beale aufgrund seiner Verdienste am Theater zum Commander of the Order of the British Empire ernannt. Sechzehn Jahre später erfolgte die Ernennung zum Knight Bachelor, wodurch er nunmehr das Prädikat „Sir“ trägt. Im Jahr 2010 bekam er ein Ehrendoktorat der Open University.
Beale lebt mit seinem Lebenspartner in London.

## Filmografie (Auswahl)
- 1988: A Very Peculiar Practice (Fernsehserie, Folge Art and Illusion)
- 1992: Orlando
- 1992: Downtown Lagos (Fernsehmehrteiler)
- 1993: The Mushroom Picker (Fernsehmehrteiler)
- 1995: Jane Austens Verführung (Persuasion)
- 1996: Hamlet
- 1997: The Temptation of Franz Schubert (Fernsehfilm)
- 1997: A Dance to the Music of Time
- 1999: Blackadder: Back & Forth
- 1999: Ein perfekter Ehemann (An Ideal Husband)
- 1999: Alice in Wonderland
- 2002: The Gathering
- 2003: The Young Visiters
- 2004: Dunkirk
- 2006: John and Abigail Adams: America’s First Power Couple
- 2010–2011: Spooks – Im Visier des MI5 (Spooks, Fernsehserie, 13 Folgen)
- 2011: The Deep Blue Sea
- 2011: My Week with Marilyn
- 2012: Henry IV (Fernsehmehrteiler)
- 2012: Henry V (Fernsehfilm)
- 2012: The Hollow Crown (Fernsehserie, 3 Folgen)
- 2014: Into the Woods
- 2014–2016: Penny Dreadful (Fernsehserie, 14 Folgen)
- 2017: Meine Cousine Rachel (My Cousin Rachel)
- 2017: The Death of Stalin
- 2018: Operation Finale
- 2018: Maria Stuart, Königin von Schottland (Mary Queen of Scots)
- 2018: Jahrmarkt der Eitelkeiten (Vanity Fair, Fernsehserie, 6 Folgen)
- 2019: Marie Curie – Elemente des Lebens (Radioactive)
- 2021: Benediction
- 2021: Die Täuschung (Operation Mincemeat)
- 2022: The Outfit
- 2022: Thor: Love and Thunder
- 2023: Firebrand
- 2024: Mary & George (Miniserie)
- 2024: House of the Dragon (Fernsehserie)

## Preise und Auszeichnungen (Auswahl)
- 1998: BAFTA Award for Best Television Actor für A Dance to the Music of Time.
- 2000: Laurence Olivier Award für Bester Schauspieler in einem Musical für Candide.
- 2000: Critics’ Circle Theatre Award/John und Wendy Trewin Award für Hamlet
- 2003: Ernannt zum Commander of the Order of the British Empire in der Queen’s Birthday Ehrenliste.[10]
- 2003: Laurence Olivier Award für Bester Schauspieler für Onkel Wanja.
- 2004: Nominierung für den Tony Award Kategorie Bester Schauspieler für Jumpers.[11]
- 2010: Ehrendoktor der Open University.
- 2012: Critics’ Circle Theatre Award/John und Wendy Trewin Award für Timon von Athen